# Johannes Schlaf
Johannes Schlaf, född 21 juni 1862 i Querfurt, död 2 februari 1941, var en tysk författare. Han studerade 1884–1888 filologi och filosofi i Halle och Breslau, bosatte sig sedan i Weimar.
Han började sitt författarskap med de tillssammans med Arno Holz författade arbetena Papa Hamlet (1889) och Die familie Selicke (1890), utgivna tillsammans under titeln Neue geleise 1892, som förkunnade och eftersträvade en absolut naturalism.
Bland andra verk märks In Dingsda (1892) och trilogien om det framtida tyske människan, Das dritte Reich (1900). År 1941 utkom det självbiografiska verket Aus meinem Leben.